# Gianfranco Cotti

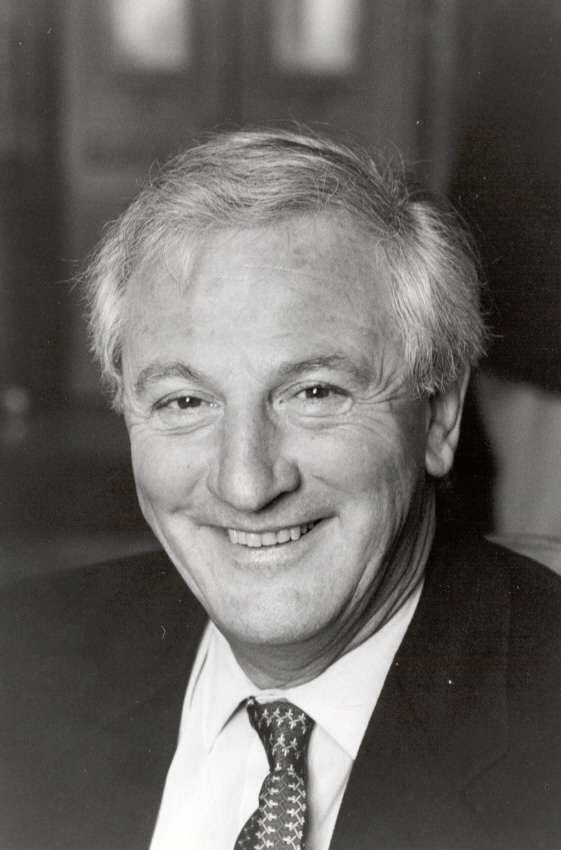
Gianfranco Cotti

Gianfranco Cotti (* 3. November 1929 in Locarno; † 1. April 2020 ebenda, heimatberechtigt in Prato-Sornico) war ein Schweizer Politiker (CVP).

## Biografie
Cotti absolvierte die Mittelschule in Locarno, Sarnen und Freiburg. Danach studierte er Rechtswissenschaften an der Universität Bern und an der Universität Freiburg. Im Jahr 1954 wurde er promoviert. 1956 eröffnete er ein Advokatur- und Notariatsbüro in Locarno, welches heute noch betrieben wird.
Er gehörte zuerst der konservativen Partei an und war für diese von 1956 bis 1960 im Gemeinderat und von 1960 bis 1980 im Stadtrat seines Geburtsorts. Zum 26. November 1979 wurde er in den Nationalrat gewählt und vertrat dort die CVP. In der grossen Kammer war er Präsident der Kommissionen für die Reform des Zivil- und des Strafgesetzbuchs. Zum 8. Oktober 1993 schied er aus dem Amt aus.
Weiter beschäftigte sich Cotti mit dem Finanzsektor. Er sass von 1987 bis 1999 im Bankrat der Nationalbank und hatte auch Verwaltungsratsmandate bei der Società Elettrica Sopracenerina (1973 bis 1999) sowie der Crossair (1992 bis 1999). Er war zudem Verwaltungsratspräsident der Schweizerischen Volksbank von 1992 bis 1997 und hatte später Einsitz im Verwaltungsrat der Credit Suisse Group von 1997 bis 1999.
1995 verklagte der Tessiner den Kabarettisten Lorenz Keiser wegen Persönlichkeitsverletzung und reichte bei der Unabhängigen Beschwerdeinstanz für Radio und Fernsehen (UBI) Beschwerde ein. In einem von Lorenz Keiser gespielten Stück sowie dem dazugehörenden Buch, «der Erreger», wird Cotti mit Geldwäscherei in Verbindung gebracht. Das Buch war bereits mit einer superprovisorischen Verfügung belegt, als der Autor bei Viktor Giacobbo in der Satiresendung Viktors Spätprogramm zu Gast war und das Thema wieder aufgeheizt wurde. Die UBI gab dem Politiker recht, dass die Sendung gegen das Sachgerechtigkeitsgebot bei Satiresendungen verstossen hat. Die superprovisorische Verfügung gegen Stück und Autor blieb am Ende fünf Jahre lang bis zur ergebnislosen Einstellung des Prozesses in Kraft.
Der CVP-Politiker Flavio Cotti ist sein Cousin.